# Кырым Герай (калга Исляма III Герая)
Кыры́м (Кери́м) Гера́й (Гире́й; крым. Qırım Geray, قريم كراى‎; погиб в июне 1651) — крымскотатарский нурэддин (1640—1641) и калга (1644—1651), сын крымского хана Селямета I Герая, брат ханов Мехмеда IV Герая и Исляма III Герая.

## Биография
В 1640 году после смерти своего брата и нурэддина Сафы Герая крымский хан Бахадыр I Герай (1637—1641) назначил новым нурэддином другого брата Кырыма Герая.
В октябре 1641 года старший брат Кырыма Герая хан Бахадыр I Герай скончался. Османский султан Ибрагим I (1640—1648) вызвал из ссылки на Родосе прежнего хана Мехмеда IV Герая и вторично утвердил за ним ханский престол. Калга Ислям Герай и нурэддин Кырым Герай, находившиеся во враждебных отношениях со своим младшим братом Мехмедом IV Гераем, лишились своих постов и вынуждены были уехать в Турцию.
В июле 1644 года Ибрагим I отстранил от власти Мехмеда IV Герая и назначил новым крымским ханом его старшего брата Исляма III Герая (1644—1654). Ислям III, заняв ханский престол в Бахчисарае, назначил калгой своего младшего брата Кырыма Герая, а нурэддином — племянника Газы Герая, сына Мубарека Герая.
Осенью 1648 года по поручению своего старшего брата, хана Исляма III Герая, калга-султан Кырым Герай возглавил большой поход на Украину, помогая запорожскому гетману Богдану Хмельницкому в восстании против Речи Посполитой. 15 сентября 1648 года казацко-крестьянская армия Богдана Хмельницкого соединилась под Староконстантиновом с большом крымскотатарским войском под руководством калга-султана Кырыма Герая и перекопского мурзы Тугай-бея. Хмельницкий с объединённой украинско-татарской армией выступил из Староконстантинова в наступление на Галицию (Русское и Белзское воеводства). В конце сентября казацко-татарские войска подступили ко Львову и осадили этот город. Осада Львова длилась с 26 сентября по 16 октября 1648 года. Казацкие и крымские отряды разорили и выжгли городские предместья и окрестности. Львовские жители были вынуждены отправить посольство к Богдану Хмельницкому и начать мирные переговоры. Хмельницкий взял огромный денежный выкуп с львовских мещан и прекратил осаду города. 13 октября 1648 года калга-султан Кырым Герай с крымскотатарским войском отправился из-под Львова на Каменец-Подольский, оставив на помощь Богдану Хмельницкому мурзу Тугай-бея с перекопским отрядом.
В августе 1650 года по распоряжению Исляма III Герая калга Кырым Герай во главе войска (20-30 тысяч человек) участвовал в успешном походе украинского гетмана Богдана Хмельницкого против молдавского господаря Василия Лупу (1634—1653). Казаки и крымские татары опустошили и разорили молдавские владения. Яссы, столица Молдавии, была взяты штурмом и разграблена. Василий Лупу бежал из столицы в крепость Сучаву. Казацко-крымские войска разорили Яссы и отступили к Днестру. Василий Лупу из Сучавы отправил к Богдану Хмельницкому и калге Кырыму Гераю своё посольство с большими дарами, прося их прекратить военные действия и заключить мир.
В сентябре 1650 года в Ямполе был заключен мирный договор, по условиям которого Василий Лупу был вынужден отречься от военного союза с Польшей и вступить союзные отношения с украинским гетманом Богданом Хмельницким. Василий Лупу выплатил Кырыму Гераю огромную денежную контрибуцию в размере шестисот тысяч талеров.
Летом 1651 года калга Кырым Герай участвовал в новом походе хана Исляма III Герая против Речи Посполитой. Ислям III во главе огромного войска выступил на помощь Хмельницкому. Богдан Хмельницкий и Ислям III Герай объединили свои войска на Волыни и выступили против польско-шляхетской армии под командованием Яна II Казимира Вазы. В конце июня 1651 года в боях под Берестечком калга-султан Кырым Герай погиб.
Кырым Герай оставил после себя трех сыновей: Хаджи II Герай (1644—1689), крымский хан (1683—1684), Саадет III Герай (1645—1695), нурэддин (1678—1683), крымский хан (1691), Джихан Герай — калга (1691), Мубарек Герай, отец историка Мухаммеда Герая.